# Wilhelm Palmær (konstnär)
Knut Wilhelm Göran Palmær, född 20 november 1911 i Engelbrekts församling, Stockholm, död där 6 december 1962, var en svensk målare.
Han var son till professorn Knut Wilhelm Palmær och Signe Elisabet Dillner. Palmær studerade konst för Otte Sköld och under studieresor till Nederländerna och Norge. Tillsammans med Waldemar Duhs och Peder Kalling ställde han ut på Gummesons konsthall i Stockholm 1934 och medverkade därefter i ett antal separat- och samlingsutställningar. Hans konst består av landskapsskildringar med fjäll, hav och natur.
Han var ogift. Wilhelm Palmær är begravd på Norra begravningsplatsen utanför Stockholm.